# Spanyol férfi kézilabda-válogatott
A spanyol férfi kézilabda-válogatott Spanyolország nemzeti csapata, melyet a Spanyol Kézilabda-szövetség (SpanyolulFederación Española de Balonmano) irányít.

## Eredmények nemzetközi tornákon

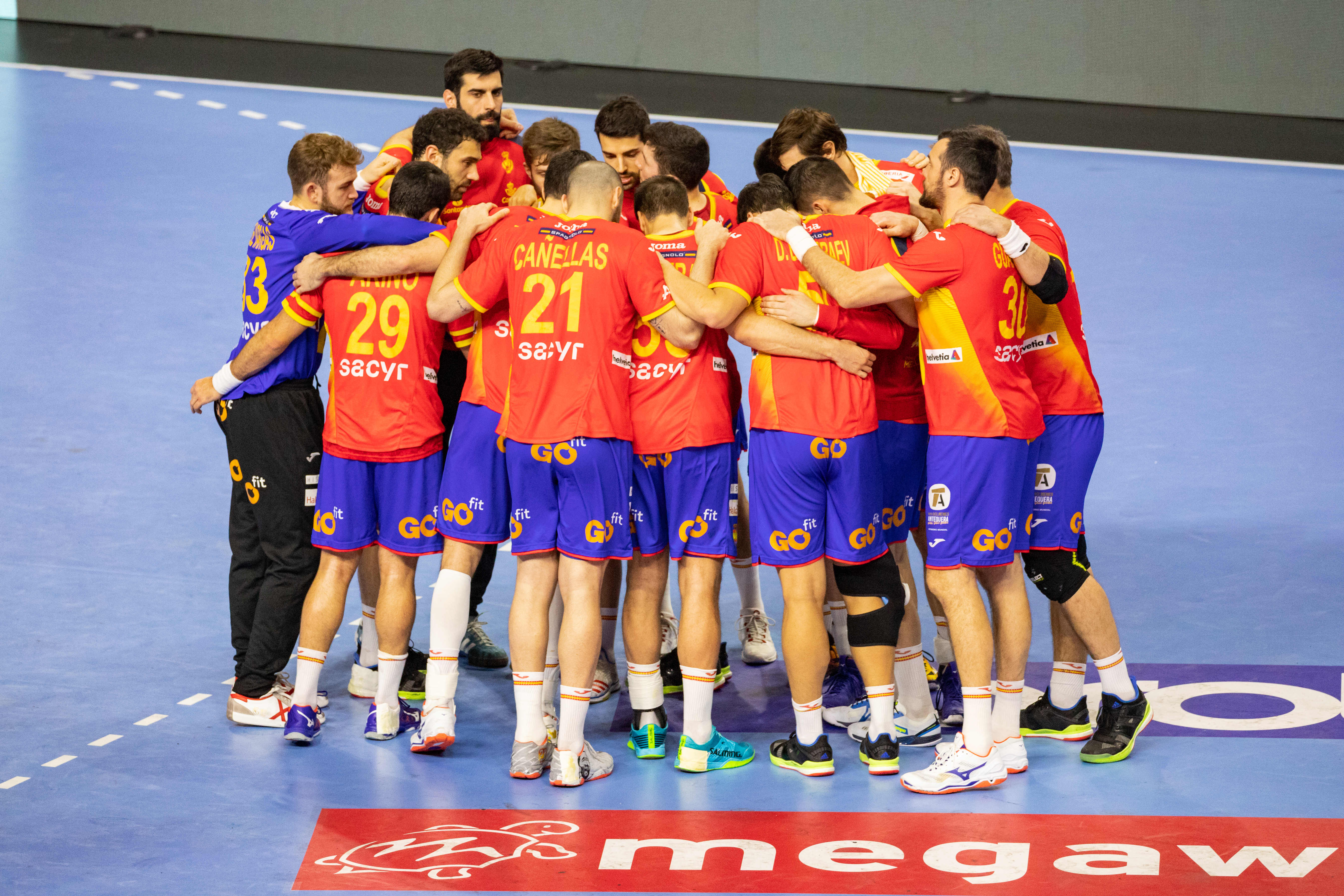
Spanyol férfi kézilabda-válogatott (2019)

A válogatott történetének első jelentős sikereit 1996-ban érte el. Ekkor döntőt játszottak az Európa-bajnokságon és a harmadik helyet szerezték meg az olimpián. Az ezután következő időszakban még számos ezüst és bronzérmet szereztek ezekről a tornákról.
Eddig kétszer, 2005-ös és a Spanyolországban rendezett 2013-as vb-t nyerték meg.

## Érmek
Világbajnokság
- : 2005, 2013
- : 2011, 2021, 2023

Európa-bajnokság
- : 2018, 2020
- : 1996, 1998, 2006, 2016, 2022
- : 2000, 2014

Nyári olimpiai játékok
- : 1996, 2000, 2008, 2020, 2024

## Híres játékosok
| - David Barrufet - Jose Javier Hombrados - Demetrio Lozano - Rafael Guijosa - Iñaki Urdangarin - Talant Dujsebajev - Albert Urdiales - Mateo Garralda |  | - Enric Masip - Antonio Ortega - Rolando Uríos - Iker Romero - Juanín García - Alberto Entrerríos - Raúl Entrerríos - Albert Rocas |

## Külső hivatkozások
- A spanyol Kézilabda-szövetség honlapja